# Dança do ventre

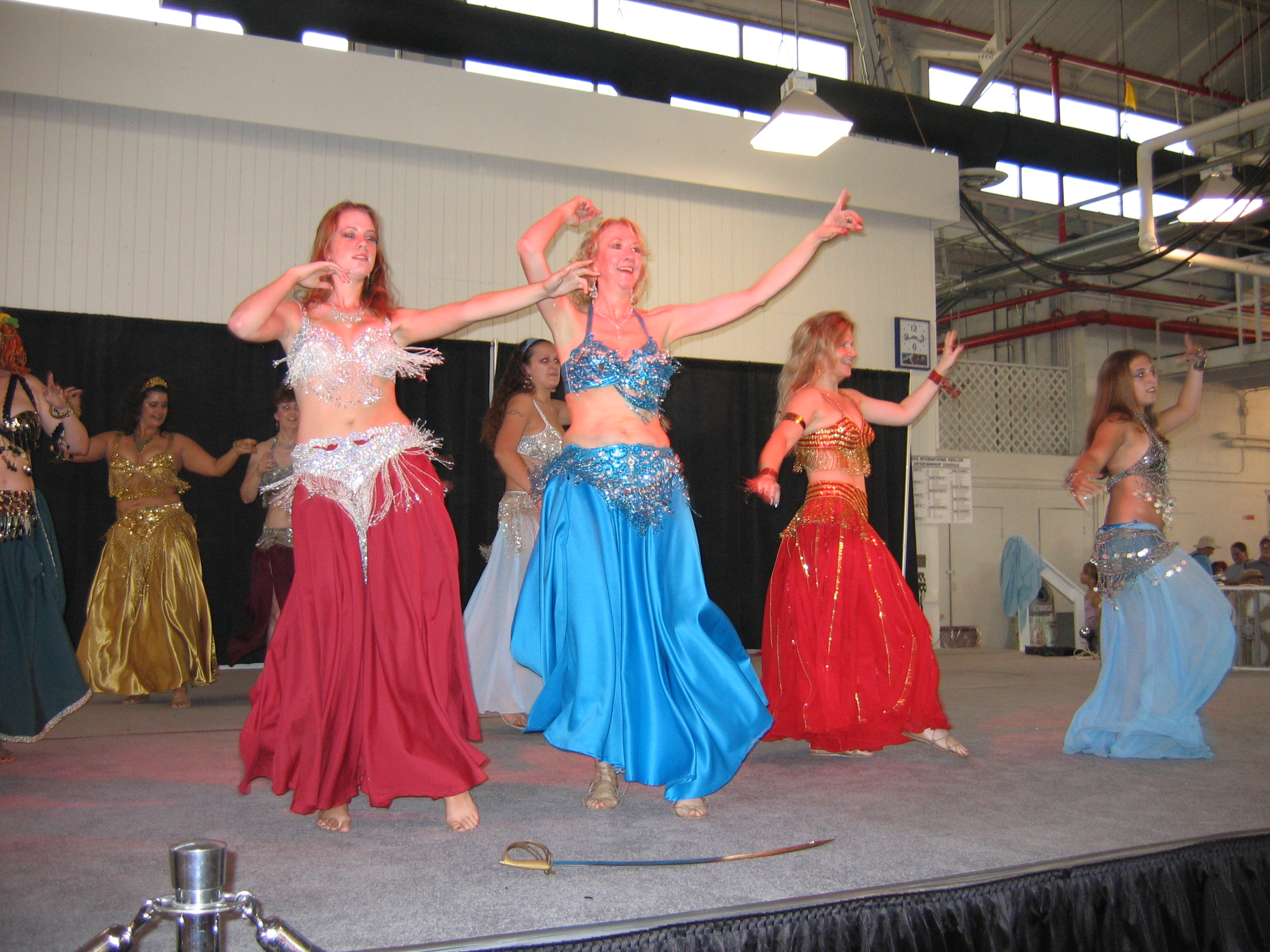
Dançarinas de dança do ventre

A dança de ventre ou dança oriental (em árabe: "رقص شرقي", lit. "raqṣ sharqī": "dança do leste"; "رقص بلدي", lit. "raqṣ bládi": "dança da região") é uma dança primitiva praticada originalmente em diversas regiões do Oriente Médio e da Ásia Meridional, com movimentos sinuosos semelhante a uma serpente aliados a música, que tinham como objetivo: preparar a mulher através de ritos religiosos dedicados a deusas para se tornarem mães. De origem incerta, datada entre 7000 e 5000 a.C, com registros no Antigo Egito, Babilônia, Mesopotâmia, Pérsia e Grécia. Com a invasão dos árabes, a dança foi propagada por todo o mundo. A expressão dança do ventre surgiu na França, em 1893.
É composta por uma série de movimentos vibrantes, impactantes, ondulações e rotações que envolvem o corpo como um todo. Na atualidade, ganhou aspectos sensuais exóticos, sendo excluída de alguns países árabes de atitude conservadora.

## Etimologia
No Oriente, é conhecida pelos nomes árabe "raqṣ sharqī", que na tradução literal significa "dança do leste", e "raqṣ bládi", literalmente "dança da região", e, por extensão, "dança popular", ou pelo termo turco çiftetelli (ou τσιφτετέλι, em grego).

## História

### Origens
A origem é controversa, sendo comum atribuir a origem a rituais de fertilidade no Egito Antigo, embora a Egiptologia afirme que não há registros desta modalidade de dança nos papiros; as danças egípcias possuíam natureza acrobática. É possível que alguns dos movimentos, como as ondulações abdominais, já fossem conhecidos na antiguidade, com o objetivo de ensinar os movimentos de contração do parto às mulheres. Com o tempo, foi incorporada ao folclore árabe durante a invasão moura no país, na Idade Média. Não há, contudo, registros em abundância da evolução na Antiguidade.
Por possuir elementos corporais e sensuais femininos, acredita-se que sua origem remonta ao Período Matriarcal, desde o Neolítico, cujos movimentos revelam sensualidade, de modo que a forma primitiva era considerada um ritual sagrado. A origem está relacionada aos cultos primitivos da Deusa Mãe, Grande Deusa ou Mãe Cósmica: provavelmente por este motivo, os homens eram excluídos do cerimonial (Portinari, 1989). As mais antigas noções de criação se originavam da ideia básica do nascimento, que consistia na única origem possível das coisas e esta condição prévia do caos primordial foi extraída diretamente da teoria arcaica de que o útero cheio de sangue era capaz de criar magicamente a prole. Acreditava-se que a partir do sangue divino do útero e através de um movimento, dança ou ritmo cardíaco, que agitasse este sangue, surgissem os "frutos", a própria maternidade. Essa é uma das razões pelas quais as danças das mulheres primitivas eram repletas em movimentos pélvicos e abdominais.
As manifestações primitivas, cujos movimentos eram bem diferentes dos atualmente executados, tiveram passagem pelo Antigo Egito, Babilônia, Mesopotâmia, Índia, Pérsia e Grécia, tendo como objetivo através ritos religiosos, o preparo de mulheres para se tornarem mães. (Penna, 1997)

### Evolução técnica

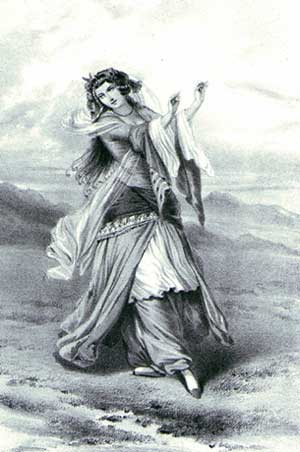
Almeh - Cairo: Dançarina do século 19. Frederic Goupil Fesquet (1805
-1893)

Os movimentos são marcados pelas ondulações abdominais, de quadril e tronco isoladas ou combinadas, ondulações de braços e mãos, tremidos (shimmies) e batidas e torções de quadril, entre outros. Segundo a pesquisadora norte-americana Morroco, as ondulações abdominais consistem na imitação das contrações do parto: tribos do interior do Marrocos realizam ainda hoje, rituais de nascimento, em que as mulheres se reúnem em torno da parturiente com as mãos unidas, e cantando, realizam as ondulações abdominais a fim de estimular e apoiar a futura mãe a ter um parto saudável, sendo que a futura mãe fica de pé, e realiza também os movimentos das ondulações com a coluna. Estas mulheres são assim treinadas desde pequenas, através de danças muito semelhantes à Dança do Ventre.
Ao longo dos anos, sofreu modificações diversas, com a inclusão dos movimentos do ballet clássico russo em 1930.
Dentre os estilos mais estudados estão os estilos das escolas:
- Norte-americana: manifestações mais intensas de quadril, deslocamentos amplamente elaborados, movimentos do Jazz, utilização de véus em profusão, movimentos de mãos e braços mais bem explorados;
- Libanesa: com shimmies mais amplos e informais, seguidos de deslocamentos muito simplificados.
- Egípcia: manifestações sutis de quadril, domínio de tremidos, deslocamentos simplificados adaptados do Ballet Clássico, movimentos de braços e mãos simplificados;
- Brasileira revela uma tendência de copiar os detalhes de cada cultura, para fins de estudo e aumento de repertório, e tem se revelado ousado, comunicativo, bem-humorado, rico e claro no repertório de movimentos.

O estilo Dança do Ventre do Egito Faraônico, a  Dança di Iaset: foi criado  no Brasil, em 1993, pela  professora Regina Ferrari, com passos do ballet clássico mesclados com movimentos da dança do ventre árabe, associados a  uma interpretação fictícia para cada movimento, como uma representação artística das danças do antigo Egito. Não é uma dança com finalidade esotérica, para ser usada em rituais de magia. A finalidade foi de permitir as mulheres  brasileiras praticarem a dança do ventre pela  beleza da  arte, sem  receberem a conotação de praticarem uma dança vulgar.

### Evolução histórica
Tendo sido influenciada por diversos grupos étnicos do Oriente, absorveu os regionalismos locais, que lhe atribuíam interpretações com significados regionais. Surgiam desta forma, elementos etnográficos bastante característicos, como nomes diferenciados, geralmente associados à região geográfica em que se encontrava; trajes e acessórios adaptados; regras sobre celebrações e casamentos; elementos musicais criados especialmente para a nova forma; movimentos básicos que modificaram a postura corporal e variações da dança. Nasce então, a Dança Folclórica Árabe.
A dança começou a adquirir o formato atual, a partir de maio de 1798, com a invasão de Napoleão Bonaparte ao Egito, quando recebeu a alcunha Danse du Ventre pelos orientalistas que acompanhavam Napoleão. Porém, durante a ocupação francesa no Cairo, muitas dançarinas fogem para o Ocidente, pois a dança era considerada indecente, o que leva à conclusão de que conforme as manifestações políticas e religiosas de cada época, era reprimida ou cultuada: o Islamismo, o Cristianismo e conquistadores como Napoleão Bonaparte reprimiram a expressão artística da dança por ser considerada provocante e impura.
Neste período, os franceses encontraram duas castas de dançarinas:
- As Awalim (plural de Almeh), consideradas cultas demais para a época, poetizas, instrumentistas, compositoras e cantoras, cortesãs de luxo da elite dominante, e que fugiram do Cairo assim que os estrangeiros chegaram;
- As Ghawazee (plural de Ghazeya), dançarinas populares, ciganas - descendentes dos grupos de ciganos dumi (دومي) (ou nawar) e helebi (os mais comuns no Egito e na região do Levante), que passavam o tempo entretendo os soldados. Entre os ciganos do Médio Oriente a dança não é considerada vergonhosa, e as suas mulheres cantam e dançam para animar festas de casamento e eventos em geral, o que é aceito pela sociedade mais ampla, porém contribui ainda mais para manter os ciganos com status inferior.

As Ghawazee descobriram nos estrangeiros, clientes em potencial e foram proibidas de se aproximarem das barracas do exército. No entanto, a maioria não respeitava as novas normas estabelecidas, e como conseqüência, quatrocentas Ghawazee foram decapitadas e as cabeças foram lançadas ao Nilo
Originalmente a dança possuía um aspecto religioso nos cultos à deusa mãe, não se sabe ao certo como foi a ligação com a ideia da prostituição, mas acredita-se que tudo tenha começado no período de transição do matriarcado para o patriarcado, quando as danças femininas passam a ser vistas como ameaça ao novo domínio político.
A história dá um salto, e em 1834, o governador Mohamed Ali, proíbe as performances femininas no Cairo, por pressões religiosas. Em 1866, a proibição é suspensa e as Ghawazee retornam ao Cairo, pagando taxas ao governo pelas performances.
No início da ocupação britânica em 1882, clubes noturnos com teatros, restaurantes e music halls já ofereciam os mais diversos tipos de entretenimento.
O cinema egípcio começa a ser rodado em 1920 e usa o cenário dos night clubs, com cenas da música e da dança regional. Hollywood passa a exercer grande influência na fantasia ocidental sobre o Oriente, modificando os costumes das dançarinas árabes. Surgem bailarinas consagradas, nomes como Samia Gamal e Taheya Karioca, entre muitos outros ainda hoje estudados pelas praticantes da Dança Oriental. O aspecto cultural da prostituição relacionada à dança passa a ser dicotomizado: criam-se bailarinas para serem estrelas, com estudos sobre dança, ritmos árabes e teatralidade. 
Este período de divulgação da Dança Oriental no cinema é conhecido como Golden Era, a época dourada da Dança Oriental, em que a dança é elemento central no cinema egípcio.
No Brasil a dança foi difundida pela mestra Shahrazad Shahid Sharkey, palestina nascida em Belém como Madeleine Iskandarian, descendente de armênios e criada na Síria e no Líbano, e mestra Saamira Samia.
Na década de 2000, a dança do ventre teve o maior impulso durante a exibição da novela O Clone, pela Rede Globo de Televisão, produção a qual tinha por tema as peripécias de uma muçulmana marroquina em terras brasileiras.  Contudo, o término da exibição da telenovela não arrefeceu o interesse, existindo atualmente diversas escolas e espaços de dança dedicados à "Raks Sharqi".
A Dança do Ventre, por não ter sido em origem uma dança moldada para o palco, não apresenta regulações quanto ao aprendizado. Os critérios de profissionalismo são subjetivos, tanto no ocidente quanto nos países árabes, embora já comecem a ser discutidos no Brasil.

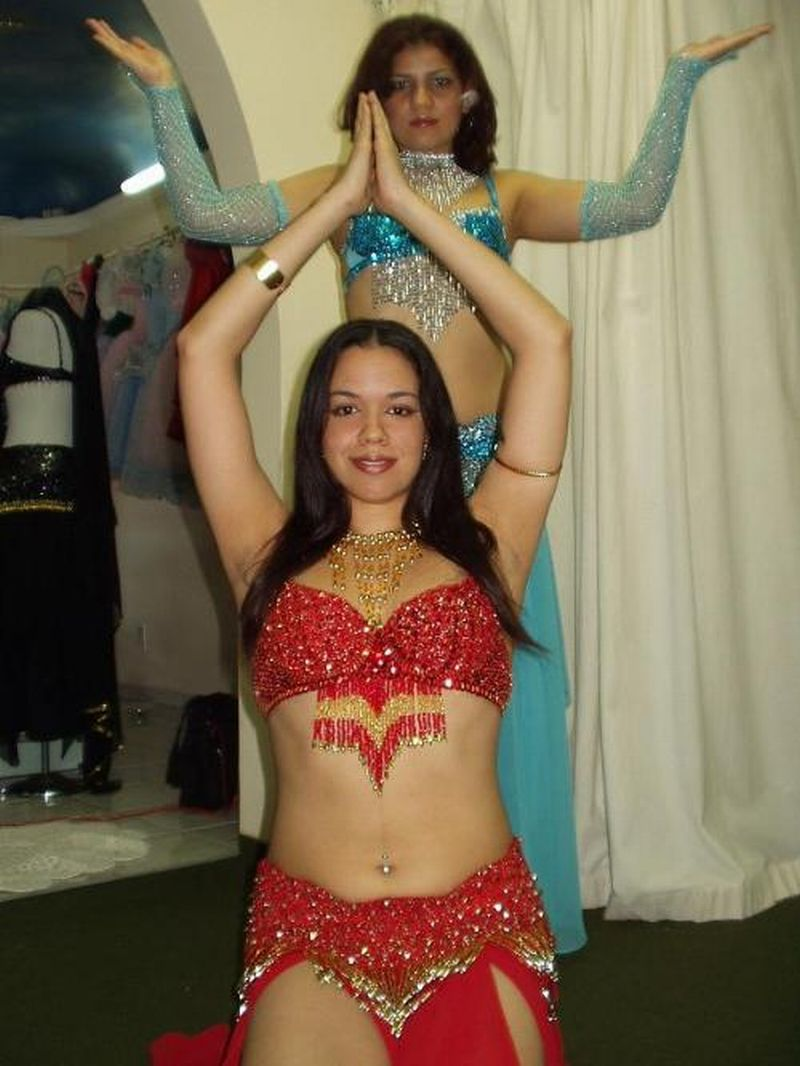
Alusão às posições dos papiros egípcios

Na passagem para o formato de palco, determinados elementos cênicos foram incorporados, principalmente no Ocidente:
- Espada: de origem incerta, não necessariamente atribuída à cultura egípcia ou árabe, sendo descrita em várias lendas e suposições. Alguns estudiosos da dança do ventre afirmam que na época das invasões dos bárbaros em terras egípcias, as bailarinas eram escravizadas e dançavam equilibrando espadas na cabeça como uma forma de dizer; "sua espada aprisiona meu corpo, mas meu espírito é livre!". A bailarina que deseja dançar com a espada, precisa demonstrar calma e confiança ao equilibrá-la em diversas partes do corpo; pontos de equilíbrio mais comuns: cabeça, queixo, ombro, quadril e coxa. Também é considerado um sinal de técnica executar movimentos de solo durante a música;
- Punhal: Variação da dança com a espada, também sem registro de uso nos países árabes. Alguns pesquisadores da dança defendem a origem com o punhal também na invasão dos bárbaros. As bailarinas eram tomadas também como escravas sexuais e, quando engravidavam, era comum perderem seus bebês ante condições precárias de saúde e saneamento básico. Então, dançavam fazendo movimentos circulares com o punhal em torno da barriga em referência ao seu luto. O desafio para a bailarina nesta dança não é a demonstração de técnica, mas sim a de sentimentos;

- Véus: é considerado uma dança de origem ocidental (norte-americana) e, portanto, criada há pouco tempo, ao contrário das danças folclóricas. Mas existe uma parte dos estudiosos que encontra sim, a origem dos véus no oriente médio. Que faz uma referência aos sete chakras principais (pontos de energia do corpo) e é por isso que os véus têm as mesmas cores dos chakras, assim cada véu que a bailarina deixa cair é como se fosse um chakra que se mostra. O último véu que cai se refere ao chakra chamado Kundalini. Este é representada por uma serpente e se localiza no final da coluna vertebral na altura dos órgãos sexuais. É por isso que a Dança dos Sete Véus somente deve ser dançada para a pessoa amada, pois ao deixar cair o último véu, a bailarina fica prometida à pessoa à quem estiver dançando. Um bom exemplo desta nuance da cultura oriental é a bíblia dos católicos, quando cita a dança de Salomé para Herodes Antipas a quem fica prometida em troca da cabeça decapitada de João Batista.

Hoje é uma dança extremamente popular, e mesmo os leigos na Dança do Ventre costumam entendê-la e apreciá-la.

## Danças folclóricas
- Candelabro (shamadan): Elemento original hebraico, o candelabro era utilizado no cortejo de casamento, para iluminar a passagem dos noivos e dos convidados. Dança-se, atualmente, como uma representação deste rito social utilizando o ritmo zaffa.
- Taças: Variação ocidental da dança com candelabro.
- Khaligi: Dança genérica dos países do golfo pérsico. É caracterizada pelo uso de uma bata longa e fluida e por intenso uso dos cabelos. Caracteriza-se por uma atmosfera de união familiar, ou simplesmente fraterna entre as mulheres presentes. Dança-se com ritmos do golfo, principalmente o soudi.
- Jarro: Representa o trajeto das mulheres em busca da água. Marcada também pelo equilíbrio.
- Säidi: Dança do sul do Egito, podendo ser dançada com o bastão (no ocidente, bengala).
- Hagallah: Originária de Marsa Matruh, na fronteira com o deserto líbio.
- Meleah laff: representação do cotidiano portuário egípcio de Alexandria. As mulheres trajam um pano (meleah) enrolado (laff) no corpo.

As danças folclóricas normalmente retratam os costumes ou rituais de certa região e por isso são utilizadas roupas diferentes das de dança do ventre clássica.
- A dança com a cobra é considerada ato circense - a cobra era considerada sagrada no Antigo Egito e por isso algumas bailarinas fazem alusão nas performances - mas não é considerada representativa da dança.